# مجهر إلكتروني نافذ

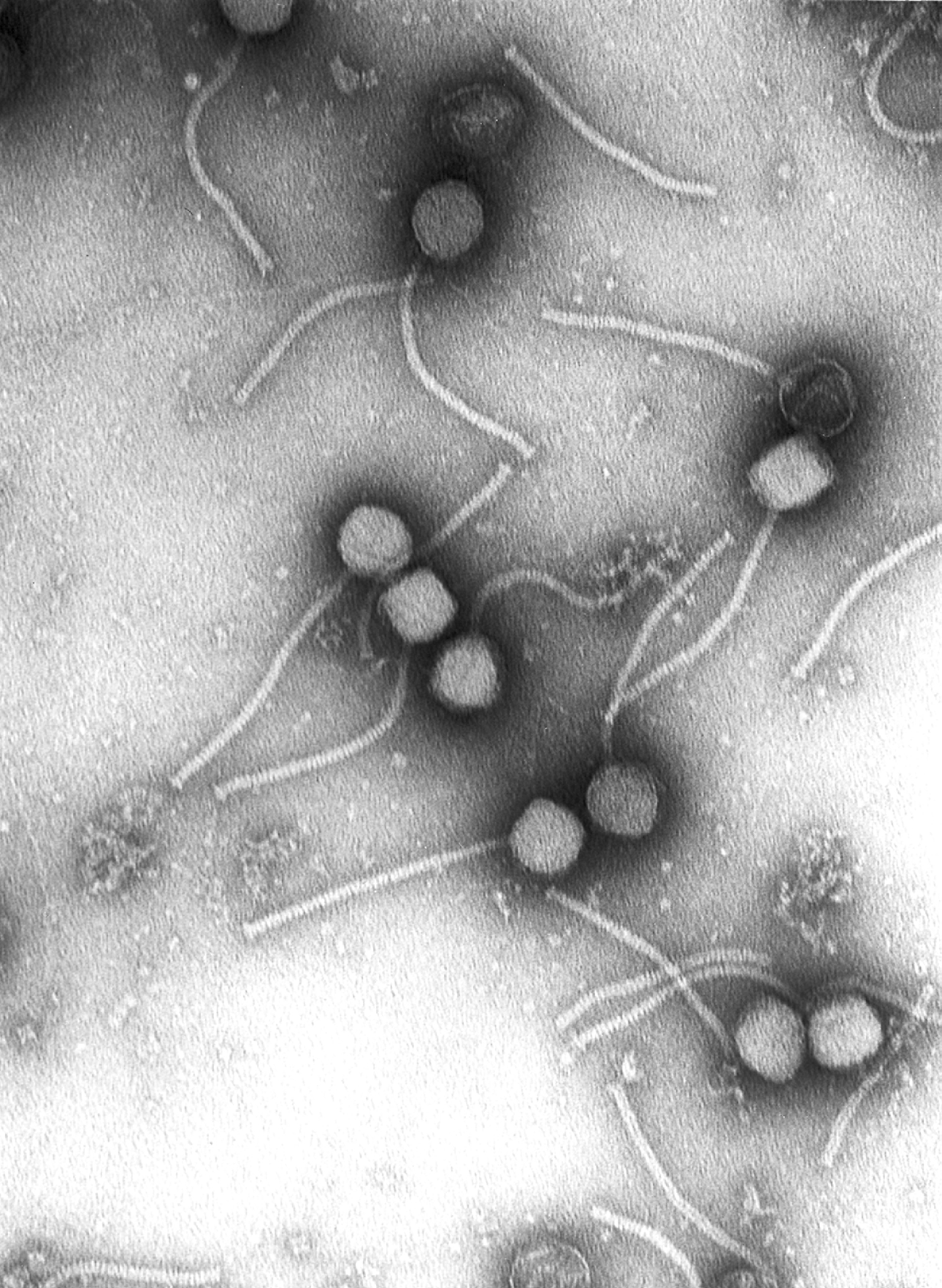
فيروس عاثية جاما
صورة بمجهر إلكتروني نافذ.

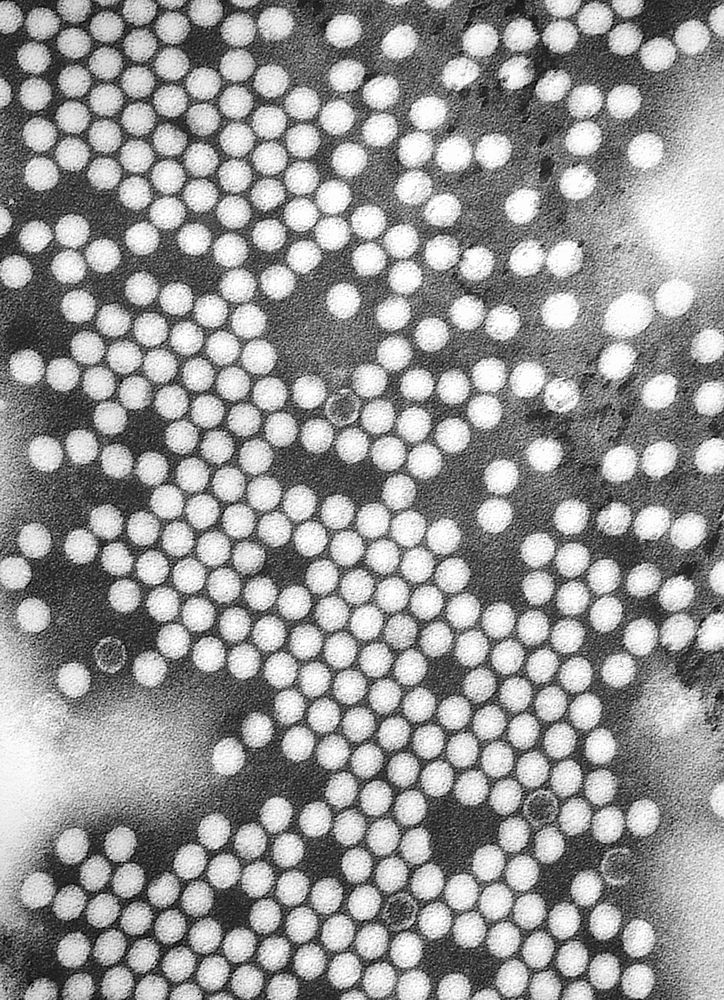
صورة بالمجهر الإلكتروني النافذ لفيروس مرض شلل الأطفال، والذي يبلغ حجمه 30 نانومتر.

المجهر الإلكتروني النافذ (Transmission electron microscopy) والذي يرمز له اختصاراً TEM يعد المجهر الإلكتروني النافذ أداة قوية جدًا لعلوم المواد. تضيء حزمة عالية الطاقة من الإلكترونات عبر عينة رقيقة جدًا، ويمكن استخدام التفاعلات بين الإلكترونات والذرات لمراقبة ميزات مثل البنية البلورية والميزات في بنية مثل الخلع وحدود الحبوب. يمكن أيضا إجراء التحليل الكيميائي. يمكن استخدام TEM لدراسة نمو الطبقات وتكوينها وعيوبها في أشباه الموصلات. يمكن استخدام دقة عالية لتحليل نوعية وشكل وحجم وكثافة الآبار الكمومية والأسلاك والنقاط.
يعمل TEM على نفس المبادئ الأساسية مثل المجهر الضوئي، لكنه يستخدم الإلكترونات بدلاً من الضوء. نظرًا لأن طول موجة الإلكترونات أصغر بكثير من طول الضوء، فإن الدقة المثلى التي يمكن الحصول عليها لصور TEM هي عدد كبير من الأحجام على نحو أفضل من مجهر الضوء. وبالتالي، يمكن أن تكشف TEMs عن أدق تفاصيل البنية الداخلية - في بعض الحالات صغيرة مثل الذرات الفردية.

## التصوير
يتم تركيز شعاع الإلكترونات من مسدس الإلكترون إلى حزمة صغيرة ورقيقة ومتماسكة باستخدام عدسة المكثف. يتم تقييد هذه الحزمة بواسطة فتحة المكثف، والتي تستثني الإلكترونات ذات الزاوية العالية. ثم يضرب العارضة العينة وينتقل أجزاء منها تبعاً لسمك وشفافية الإلكترون في العينة. ويركز هذا الجزء المرسل بواسطة العدسة الموضوعية على صورة على شاشة فوسفورية أو كاميرا (CCD) مصاحبة للشحنة المزدوجة. يمكن استخدام فتحات الهدف الاختيارية لتعزيز التباين عن طريق حجب إلكترونات ذات زاوية عالية منعرج. بعد ذلك يتم تمرير الصورة عبر العمود من خلال العدسات الوسيطة والعرض الضوئي، ويتم تكبيرها على طول الطريق.
تضرب الصورة شاشة الفوسفور ويتولد الضوء، مما يسمح للمستخدم برؤية الصورة. تمثل المناطق المظلمة في الصورة تلك المناطق من العينة التي يتم نقل عدد أقل من الإلكترونات خلالها بينما تمثل المناطق الأخف من الصورة تلك المناطق من العينة التي تم نقل المزيد من الإلكترونات خلالها.

### إعداد العينات
يجب أن تكون عينة TEM رقيقة بما يكفي لنقل الإلكترونات الكافية لتشكيل صورة مع الحد الأدنى من فقدان الطاقة. لذلك يعد إعداد العينة جانبًا هامًا لتحليل TEM. بالنسبة لمعظم المواد الإلكترونية، فإن التسلسل الشائع لتقنيات التحضير هو قطع الأقراص بالموجات فوق الصوتية، والتنقيط، والطحن الأيوني. Dimpling هي تقنية تحضير تنتج عينة مع منطقة مركزية ضعيفة وحافة خارجية ذات سماكة كافية للسماح بسهولة المناولة. الطحن الأيوني هو تقليديًا الشكل النهائي لإعداد العينات. في هذه العملية، يتم تسريع أيونات الأرجون المشحونة إلى سطح العينة عن طريق تطبيق الجهد العالي. يمسح التأكسد الأيوني على سطح العينة المادة الناتجة عن نقل الزخم.
إن المجاهر الإلكترونية النافذة لها دقة أعلى بكثير من المجاهر الضوئية نتيجة الموجة المادية الصغيرة للإلكترونات، مما يمكّن المستخدم من فحص تفاصيل العينة بشكل دقيق إلى درجة صف من الذرات وذلك بشكل يبلغ عشرة آلاف مرة قدرة تكبير مقارنة مع المجهر الضوئي. يمثّل المجهر الإلكتروني النافذ TEM وسيلة تحليل أساسية في العديد من فروع العلوم الطبيعية مثل علم المواد وأبحاث أشباه الموصلات بالإضافة إلى العلوم الحيوية مثل علم دراسة الفيروسات وأبحاث السرطان.
بني أول مجهر إلكتروني نافذ من قبل المهندسين الألمانيين ماكس كنول وإرنست روسكا عام 1931

## الأجزاء الأساسية
The Electron Gun إن وظيفة مدفع الإلكترون هي توفير حزمة مكثفة من الإلكترونات عالية الطاقة
هناك نوعان رئيسيان من الأسلحة: البندقية الإلكترون الحراري (الأكثر استخدامًا) ومسدس انبعاث الحقل.
The Lens Systemالعدسات الإلكترونية هي المكافئ المغناطيسي للعدسات الزجاجية في مجهر بصري وإلى حد كبير، يمكننا أن نجري مقارنات بين الاثنين. على سبيل المثال، يمكن تقريب سلوك جميع العدسات في TEM إلى عمل عدسة زجاج محدبة (متقاربة) على ضوء أحادي اللون. تستخدم العدسة أساسًا لفعل أمرين:
إما أن تأخذ كل الأشعة المنبثقة من نقطة في كائن وتعيد إنشاء نقطة في صورة أو
التركيز أشعة متوازية إلى نقطة في المستوى البؤري للعدسة
Vacuum Pumps يجب توليد شعاع الإلكترون واستخدامه في فراغ عالي من 10-4 مِبَر أو أقل. هذا يضمن ما يلي:
لا تنحرف الإلكترونات بجزيئات الغاز.
الشعيرة والعينة ليست ملوثة
Camera and Display شاشة العرض عبارة عن شاشة مغطاة بطبقة من المواد الكهرو-فسفورية. يمكن إمالة الشاشة وعرضها من خلال المنظار. هذه عادة تضخم الصورة من حوالي x10 للمساعدة في حل التفاصيل الدقيقة.
لا يلزم وضع الكاميرا والشاشة بدقة لأن عمق تركيز العدسة النهائية كبير جدًا.
Eucentric Goniometer تسمح مرحلة مقياس الزوايا بعبور العينة وإمالتها في وقت واحد بحيث يمكن فحص كل جزء من العينة في مجموعة متنوعة من الزوايا.
يمكن ضبط مرحلة مقياس الزوايا متحد المركز بحيث تظل المنطقة المضيئة للعينة كما هي مائلة المسرح. هذا هو المعروف باسم موقف متحد المركز.
باستخدام عناصر التحكم المقابلة، يمكنك إمالة العينة واجتيازها.